# 白尚恕
白尚恕（1921年—1995年），出生于河北省武安县龙泉村，中国著名数学史家。

## 生平
1934年入北京省立第三师范高小，1938年入安阳大公中学，1942年入陕西西北师范学院，1946年西北大学数学系毕业。其后在兰州大学数学系、西北农学院等地任教师。1958年－1995年任北京师范大学数学系讲师，1980年升为副教授，1985年升为教授。1995年在北京逝世。

## 著作
白尚恕从事中国数学史研究四十余年，著有《九章算术今译》、《测圆海镜今译》，又主编《中华文明史》、《中国数学史大系》等著作。

## 註解與參考文獻
- 《白尚恕文集》  《中国数学史研究》 北京师范大学出版社 ISBN 978-7-303-09242-0